# Église Notre-Dame-du-Perpétuel-Secours de Petrozavodsk
L'église Notre-Dame-du-Perpétuel-Secours est l'église catholique de la ville de Petrozavodsk, appartenant à l'archidiocèse de la Mère de Dieu à Moscou. Elle est située au 11-a avenue Lénine, l'avenue principale de la ville.

## Histoire
Les catholiques de Petrozavodsk ont longtemps lutté pour le droit de construire une église dans la ville. Plusieurs pétitions furent déposées dès 1862, rejetées jusqu'en 1897, où le nombre de catholiques à Petrozavodsk était dans cette période d'environ 150 personnes.
La construction d'une petite église en pierre débuta en 1898, et fut suspendue en raison de problèmes financiers. Le bâtiment final, ayant la forme d'une basilique médiévale, fut achevé en 1904, et consacré la même année comme chapelle. À cette époque, les chapelles catholiques étaient faites seulement de pierre. L'orgue fut construit en 1906. En 1910, le bâtiment fut appelé église de la Sainte Vierge Marie. 
L'église fut fermée en 1927, et ses biens saisis. Entre 1930 et 1961, elle fut occupée par divers organismes, un aéro-club, une Maison de la culture, et enfin par l'Union des Compositeurs.
La réhabilitation de l'Église catholique en Russie ayant commencé au début des années 1990, l'église fut rendue à son usage et la paroisse nommée Notre-Dame-du-Perpétuel-Secours. Pendant un moment l'église fut maintenue conjointement par l'Union des Compositeurs et la paroisse, puis par la seule communauté catholique à partir de 2003.
Enfin, le 4 septembre 2005 et environ un siècle après sa première consécration, l'église fut à nouveau consacrée par l'archevêque Tadeusz Kondrusiewicz (de).
Les messes y sont dites en russe et en polonais.